# Anjur
Anjur är en ort i Indien.   Den ligger i distriktet Thrissur District och delstaten Kerala, i den södra delen av landet, 2 000 km söder om huvudstaden New Delhi. Anjur ligger 13 meter över havet och antalet invånare är 9 152.
Terrängen runt Anjur är platt. Runt Anjur är det mycket tätbefolkat, med 1 221 invånare per kvadratkilometer. Närmaste större samhälle är Trichūr, 7,4 km sydost om Anjur. Omgivningarna runt Anjur är en mosaik av jordbruksmark och naturlig växtlighet.